# Lophogaster hawaiiensis
Lophogaster hawaiiensis är en kräftdjursart som beskrevs av Fage 1940. Lophogaster hawaiiensis ingår i släktet Lophogaster och familjen Lophogastridae. Inga underarter finns listade i Catalogue of Life.